# Кереть (река)
Ке́реть (карел. Kieretti) — река на севере Карелии (Россия), протекает по территории Лоухского района. Река пользуется популярностью у туристов-водников, приезжающих для сплавов по ней из разных городов России.
Длина — 80 км, площадь водосборного бассейна — 3360 км². Вытекает из озера Кереть. Впадает в Кандалакшский залив Белого моря.
Питание снеговое и дождевое. Богата рыбой (сёмга, окунь, щука, ряпушка, плотва, форель, горбуша, кумжа, корюшка). Пересекает несколько автомагистралей 86К-127, М18 E 105 и ж/д дорогу рядом со станцией Кереть.
По течению реки много разливов-озёр и порогов.
- Озера: Плотичное, Нюкки, Петриярви, Ниж. Ламба, Долгое, Керчуг, Травяное, Новое, Осиновое, Кривое, Варацкое.
- Пороги: Щелевой, Кривой, Керчуг, Мураш, Сухой, Долгий, Варацкий, Краснобыстрый, Масляный, Колупаевский, Кривой, Керетский (Морской).

| Средний расход воды (м³/с) реки Кереть по месяцам с 1931 по 1988 гг. (замеры производились на гидрологическом посту в районе железнодорожного моста, в 38 км от устья) |

## Реки и озёра бассейна Керети
- р. Сенная;
- р. Салма (оз. Паново, Корпиярви);
- р. Кулат (оз. Большое Северное, Еловое, Васкозеро, Лебедево);
- р. Калайокки (оз. Большое Еловое);
- оз. Мутаозеро;
- оз. Кривасозеро;
- оз Белое;
- р. Чёрная (оз. Верх. Чёрное, Пурнозеро, Шаниярви, Глубокое);
- р. Елеть (оз. Елетьозеро, Аштахма, Копанец, Нижнее, Окунево, Верхнее Васкозеро, Болотное);
- оз. Верхнее Дорожное, Нижнее Дорожное;
- оз. Кяба;
- оз. Долгое;
- р. Луокса (оз. Лоухское);
- оз. Рубашечное
- оз. Бол. Поршнево.